# Microcharis aphylla
Microcharis aphylla là một loài thực vật có hoa trong họ Đậu. Loài này được (R.Vig.) "Schrire, Du Puy & Laba" mô tả khoa học đầu tiên.